# 斯威斯韋爾 (新罕布什爾州)
斯威斯韋爾（英語：Suissevale）是位於美國新罕布什爾州卡羅爾縣的普查規定居民點。

## 人口
根據2020年美國人口普查的數據，斯威斯韋爾的面積為3.05平方千米，當中陸地面積為3.04平方千米，而水域面積為0.01平方千米。當地共有人口328人，而人口密度為每平方千米107.54人。